# Land of the Dead
«Land of the Dead» — сингл американской группы хоррор-панка The Misfits, который был выпущен на волю 27 октября 2009 года через лейбл Misfits Records. Это первый релиз собственного материала группы со времен «Famous Monsters» и составом Джерри/Дез/Робо.
Обложку нарисовал извсестный художник серии комиксов Marvel Zombies Артур Суйдам, использовав символ группы — череп Crimson Ghost’a!
Обложка и две песни с сингла («Land of the Dead» и «Twilight of the Dead») отсылают к режиссёру Джорджу Ромеро и его фильмам о оживших мертвецах. «Land of the Dead» отсылает к одноименному фильму Ромеро 2005 года, для которого «Twilight of the Dead» было одним из вариантов названия. «Land of the Dead» и «Twilight of the Dead» это третья и четвёртая соответственно песни группы, которые названы в честь фильмов Ромеро: в эпоху Гленна Данзига группа уже выпускала сингл с песней «Night of The Living Dead» названные в честь фильма 1969 года и «Day of the Dead» на альбоме «American Psycho» во время второй инкарнации.
Первый выпуск сингла был ограниченным тиражом в 1000 копий 12-ти дюймового прозрачного красного винила. Заказать его можно было лишь через официальный сайт. Второй выпуск на зелёном виниле, тоже в 1000 копий, будет распространяться на скором турне группы, которое начнется с 30 октября, 2009.
27 октября сингл стал доступен для загрузки на iTunes

## Список композиций
Композитор и автор всех песен — Джерри Онли

Сторона А — «Land Of the Dead»

Сторона В — «Twilight of the Dead»

## Авторы
- Джерри Онли — бас-гитара, вокал
- Дез Кадена — гитара
- Робо — барабаны
- Артур Суйдам — artwork